# Oscar (réseau interurbain du Pas-de-Calais)
 (juillet 2024).
Si vous disposez d'ouvrages ou d'articles de référence ou si vous connaissez des sites web de qualité traitant du thème abordé ici, merci de compléter l'article en donnant les références utiles à sa vérifiabilité et en les liant à la section « Notes et références ».
Pour les articles homonymes, voir Oscar.
Oscar (Colvert jusque 2014) est le réseau de transport interurbain du département du Pas-de-Calais, en région Hauts-de-France.

## Présentation
Le réseau interurbain du Pas-de-Calais, plus connu sous le nom de réseau Oscar, compte 38 lignes qui desservent toutes les communes du département du Pas-de-Calais et qui sont accessibles à tous les usagers munis d’un titre de transport. Ces titres sont vendus à bord des autocars à l’unité, par carnet de dix ou de quarante voyages.

## Lignes
| Lignes | Trajet et principales communes desservies            | Délégataire                                              |
| ------ | ---------------------------------------------------- | -------------------------------------------------------- |
| 401    | Arras ↔ Avesnes-le-Comte ↔ Auxi-le-Château           | Keolis Pays d'Artois                                     |
| 402    | Arras ↔ Doullens                                     | Keolis Pays d'Artois                                     |
| 403    | Arras ↔ Hénu                                         | Keolis Pays d'Artois                                     |
| 404    | Arras ↔ Puisieux                                     | Régie régionale des transports du Pas-de-Calais (RRT 62) |
| 405    | Bapaume ↔ Achiet-le-Grand                            | Régie régionale des transports du Pas-de-Calais (RRT 62) |
| 406    | Bapaume ↔ Cambrai                                    | Régie régionale des transports du Pas-de-Calais (RRT 62) |
| 407    | Arras ↔ Bapaume                                      | Régie régionale des transports du Pas-de-Calais (RRT 62) |
| 408    | Arras ↔ Croisilles ↔ Bertincourt                     | Régie régionale des transports du Pas-de-Calais (RRT 62) |
| 409    | Arras ↔ Mœuvres                                      | Régie régionale des transports du Pas-de-Calais (RRT 62) |
| 410    | Arras ↔ Écourt-Saint-Quentin                         | Place Mobilité Pays d'Artois                             |
| 410E   | Arras ↔ Cambrai                                      | Place Mobilité Pays d'Artois                             |
| 411    | Douai ↔ Oisy-le-Verger                               | Place Mobilité Pays d'Artois                             |
| 412    | Douai ↔ Vitry-en-Artois                              | Place Mobilité Pays d'Artois                             |
| 413    | Douai ↔ Hénin-Beaumont                               | Place Mobilité Pays d'Artois                             |
| 414    | Arras ↔ Corbehem                                     | Place Mobilité Pays d'Artois                             |
| 415    | Arras ↔ Quiéry-la-Motte / Plouvain                   | Place Mobilité Pays d'Artois                             |
| 416    | Arras ↔ Hénin-Beaumont                               | Place Mobilité Pays d'Artois                             |
| 417    | Arras ↔ Lens                                         | Place Mobilité Pays d'Artois                             |
| 418    | Arras ↔ Bruay-la-Buissière                           | Place Mobilité Pays d'Artois                             |
| 419    | Béthune ↔ Armentières                                | Transdev Artésiens                                       |
| 420    | Béthune ↔ Merville                                   | Transdev Artésiens                                       |
| 421    | Saint-Omer ↔ Fauquembergues ↔ Hesdin                 | Voyages Inglard                                          |
| 422    | Saint-Omer ↔ Lumbres                                 | Voyages Inglard                                          |
| 423    | Calais ↔ Gravelines                                  | Transports Schoonaert                                    |
| 424    | Calais ↔ Saint-Folquin                               | Transports Schoonaert                                    |
| 425    | Calais ↔ Ardres                                      | Transports Schoonaert                                    |
| 426    | Calais ↔ Marquise ↔ Boulogne-sur-Mer                 | Voyages Moleux                                           |
| 427    | Calais ↔ Wissant ↔ Boulogne-sur-Mer                  | Voyages Moleux                                           |
| 428    | Boulogne-sur-Mer ↔ Licques                           | Voyages Moleux                                           |
| 429    | Boulogne-sur-Mer ↔ Samer ↔ Desvres                   | Voyages Moleux                                           |
| 430    | Boulogne-sur-Mer ↔ Étaples                           | Voyages Moleux                                           |
| 431    | Montreuil-sur-Mer ↔ Hucqueliers                      | Voyages Dumont                                           |
| 432    | Montreuil-sur-Mer ↔ Hesdin                           | Voyages Dumont                                           |
| 433    | Hesdin ↔ Saint-Pol-sur-Ternoise ↔ Bruay-la-Buissière | Keolis Pays d'Artois                                     |
| 434    | Hesdin ↔ Frévent                                     | Keolis Pays d'Artois                                     |
| 435    | Saint-Pol-sur-Ternoise ↔ Doullens                    | Keolis Pays d'Artois                                     |
| 437    | Cambrai ↔ Écourt-Saint-Quentin                       | Place Mobilité Pays d'Artois                             |

## Correspondances

### Train
- TGV Paris-Lille-Côte d'Opale, à Calais-Ville, Boulogne-Ville et Étaples-Le Touquet.
- TGV Paris-Dunkerque, à Arras, Lens et Béthune.
- TER Hauts-de-France

### Bus
- Réseau Artis, dans l'agglomération d'Arras.
- Réseau TUC, dans l'agglomération de Cambrai.
- Réseau Tadao, dans les agglomérations de Lens, de Béthune et d'Hénin-Beaumont.
- Réseau Marinéo, dans l'agglomération de Boulogne-sur-Mer.
- Réseau Imag'in, dans l'agglomération de Calais.
- Réseau de la CA2BM, à Étaples et Montreuil-sur-Mer.
- Réseau Mouvéo, dans l'agglomération de Saint-Omer.
- Réseau DK'Bus, à Gravelines.
- Réseau Évéole, à Douai.
- Réseau Ilévia, à Armentières.